# Раче
Раче (словен. Rače) је градић и управно средиште општине Раче-Фрам, која припада Подравској регији у Републици Словенији.
По попису становништва из 2011. године, насеље Раче имало је 2.529 становника.